# Bickenhill
Bickenhill är en by i distriktet Solihull i grevskapet West Midlands i England. Byn nämndes i Domedagsboken (Domesday Book) år 1086, och kallades då Bichehelle.